# Paradise City
Paradise City (укр. Райське місто) — сингл американської рок-групи Guns N' Roses, випущений в 1987 році у їхньому дебютному альбомі «Appetite for Destruction».
Включена у список 500 найкращих пісень усіх часів за версією журналу Rolling Stone.

## Будова пісні
Використовуються синкопи, висхідні-низхідні ходи, імпровізація побудована на натуральному мінорному і блюзовому ладах.

## Історія

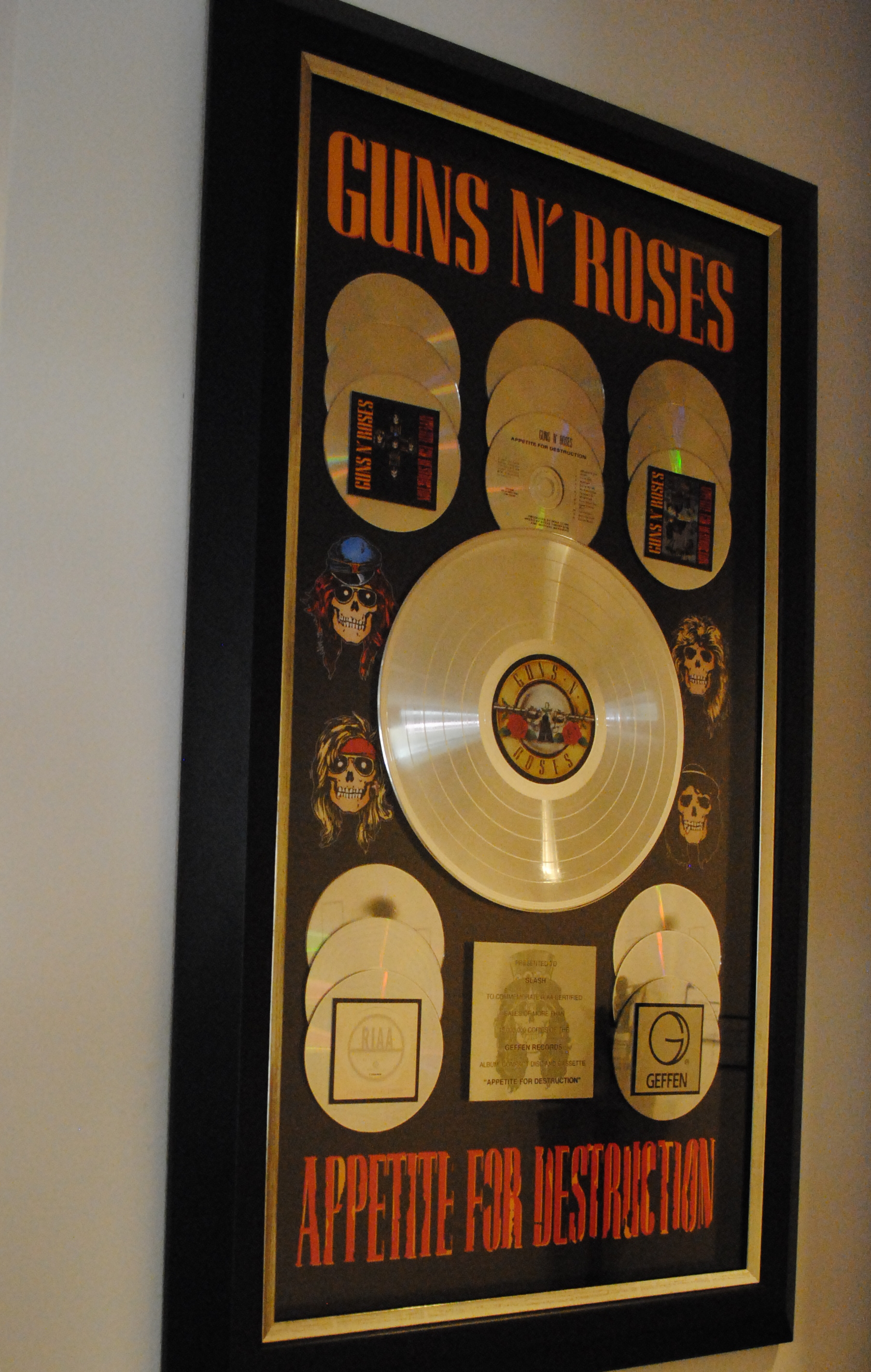
Appetite for Destruction

За чутками гітарист Слеш придумав вступ пісні у стані наркотичного сп'яніння. Потім він з Іззі Стредліном почали перекладати послідовність акордів на риф. (Іззі створив музичну лінію-перехід з вступу до основної частини куплету, Слеш створив музичну лінію яка є основною темою куплету). Всі учасники групи додали партії своїх інструментів. Слеш розповідає про створення цієї пісні в одному зі своїх інтерв'ю. В ньому він також показує як грати композиції «By the Sword» і «Paradise City».

## Склад гурту що записав пісню
Пісня була записана оригінальним складом групи:
- Ексл Роуз

- Даф МакКаган

- Слеш

- Іззі Стредлін

- Стів Адлер